# 拉薩爾縣 (伊利諾伊州)
拉薩爾縣（英語：LaSalle County）是美国伊利诺伊州中北部的一個縣，面積2,973平方公里。根據2020年美國人口普查，共有人口10萬9,658人。縣治渥太華（Ottawa）。該縣成立於1831年1月15日，縣名紀念法国探險家勒內-羅貝爾·卡弗利耶·德·拉薩勒（René-Robert Cavelier, Sieur de La Salle）。